# Supersax
Supersax fue un grupo de jazz fundado en 1972 por el saxofonista Med Flory y el bajista Buddy Clark, como tributo al icónico saxofonista de bebop Charlie Parker. La música del grupo consistió en arreglos armonizados de improvisaciones de Charlie Parker interpretados por una sección de saxofón (2 altos, 2 tenores y un barítono), una sección rítmica (bajo, piano y batería) y una sección de viento (trombón or trompeta).

## Historia
El grupo contó con notables intérpretes en la sección de viento, como Conte Candoli (trompeta), Frank Rosolino (trombón) y Carl Fontana (trombón). En sus grabaciónes el grupo estuvo bien orquestado, con arreglos de Flory, aunque con pocas o ninguna improvisación, en contraste con sus actuaciones en directo que donde se solían realizar improvisaciones por parte de varios miembros de la banda.
El saxofonista Warne Marsh estuvo en la primera formación de la banda, aunque nunca se le dio la oportunidad de realizar improvisaciones en el material oficial publicado por el grupo, aunque Lee Konitz ha declarado que existen grabaciones inéditas de la banda en las que Warne improvisa algún solo.
Supersax fueron galardonados con un Premio Grammy al mejor álbum de jazz instrumental en 1974. En 1983 estuvieron nominados por su trabajo Supersax & L.A. Voices, Volume 1.

## Discografía
- Supersax Plays Bird (1972, Capitol)
- Supersax Plays Bird, Volume 2: Salt Peanuts (1973, Capitol)
- Supersax plays Bird with Strings (1974, Capitol)
- Chasin' the Bird (1977, MPS)
- Dynamite (1978, MPS)
- Supersax & L.A. Voices, Volume 1 (1983, Epic Sony)
- Supersax & L.A. Voices, Volume 2 (1984, Columbia)
- Supersax & L.A. Voices, Volume 3: Straighten Up and Fly (1986, Columbia)
- Stone Bird (1989, Columbia)
- The Joy of Sax (1990)
- Live in '75 (1998)
- Live in '75: Japanese Tour (1999)
- Chasin' The Bird/Dynamite!! (2012, MPS)